# Propafenone
Il propafenone è un composto chimico di formula C21H27NO3 che in condizioni standard si presenta come una polvere cristallina fine dal gusto amaro.

## Caratteristiche strutturali e fisiche
Propafenone è un chetone aromatico, un'ammina secondaria e un alcol secondario che contiene uno stereocentro che forma una miscela racema 1:1 di due enantiomeri: forma D- e  S-. In particolare si tratta di un derivato del 3-(propilamino)propano-1,2-diolo, in cui l'idrogeno del gruppo idrossilico primario viene sostituito da un gruppo 2-(3-fenilpropanolo)fenile.
Il composto risulta:
- solubile in alcoli alifatici inferiori basici, tetracloruro di carbonio e acqua calda;
- lievemente solubile in acqua fredda, cloroformio ed etanolo;
- insolubile in etere.

Quando viene riscaldato fino a decomposizione emette fumi tossici contenenti ossidi di azoto e acido cloridrico.
| Enantiomeri del propafenone | Enantiomeri del propafenone |
| --------------------------- | --------------------------- |
| CAS-Nummer: 107381-31-7     | CAS-Nummer: 107381-32-8     |

| N. di atomi pesanti                  | 25                                                                       |
| N. di donatori di legami a idrogeno  | 2                                                                        |
| N. di accettori di legami a idrogeno | 4                                                                        |
| N. di elementi stereogenici atomici  | 1                                                                        |
| N. di legami ruotabili               | 11                                                                       |
| Massa monoisotopica                  | 341,19909372 Da                                                          |
| Superficie polare                    | 58,6 Å²                                                                  |
| Sezione d'urto                       | 184,02 Å² [M+K]+ 176,48 Å² [M+H]+ 180,97 Å² [M+Na]+ 172,23 Å² [M+H-H2O]+ |

## Reattività e caratteristiche chimiche

### Spettri analitici
- 13C NMR[8]
- GC-MS[9]
- MS-MS[10]
- LC-MS[11]
- FTIR[12]
- Raman[13]

## Farmacologia e tossicologia

### Farmacocinetica

#### Assorbimento
I livelli plasmatici massimi si raggiungono tra tre e otto ore dopo la somministrazione. Il propafenone subisce una biotrasformazione presistemica estesa e saturabile, con una biodisponibilità assoluta che dipende dalla dose e dalla forma farmaceutica. L'assunzione di cibo aumenta di quattro volte l'esposizione al propafenone dopo una singola dose, tuttavia, in uno studio a dosi multiple (425 mg due volte al giorno), la differenza tra stato alimentato e digiuno non era significativa.
Dopo la somministrazione endovenosa, i livelli plasmatici diminuiscono in modo bifasico, coerente con un modello farmacocinetico a due compartimenti. L'emivita media di distribuzione relativa alla prima fase è di circa cinque minuti. Il volume del compartimento centrale è di circa 88 litri (1,1 L/kg) e il volume totale di distribuzione è di circa 252 litri. Nel siero, il propafenone è legato alle proteine per oltre il 95% nella gamma di concentrazione di 0,5-2 µg/mL. Il legame proteico si riduce a circa l'88% nei pazienti con grave disfunzione epatica.

#### Metabolismo
Il metabolismo del composto segue due modelli genetici distinti. Circa il 90% dei pazienti metabolizza il farmaco rapidamente, con un'emivita di eliminazione tra 2 e 10 ore, formando due metaboliti attivi: 5-idrossipropafenone (CYP2D6) e N-depropilpropafenone (CYP3A4 e CYP1A2). Tuttavia, meno del 10% dei pazienti presenta un metabolismo più lento, con un'emivita di eliminazione di 10-32 ore, dovuta a una formazione ridotta o assente del metabolita 5-idrossi.
Queste differenze influenzano le concentrazioni plasmatiche. I metabolizzatori lenti raggiungono livelli plasmatici fino a due volte superiori rispetto ai metabolizzatori estesi con una dose giornaliera di 850 mg, e fino a tre-quattro volte superiori con dosaggi più bassi. Nei metabolizzatori estesi, la saturazione della via del CYP2D6 provoca un aumento non lineare delle concentrazioni plasmatiche, mentre nei metabolizzatori lenti il metabolismo segue una cinetica lineare.
Nonostante queste variazioni, il regime di dosaggio raccomandato è lo stesso per tutti i pazienti, poiché si raggiunge uno stato stazionario dopo 4-5 giorni di somministrazione. Tuttavia, la variabilità interindividuale richiede un'attenta titolazione della dose, monitorando segni clinici ed elettrocardiografici di tossicità. I metaboliti 5-idrossipropafenone e norpropafenone presentano proprietà elettrofisiologiche simili al propafenone, ma nel sangue umano il primo è presente a concentrazioni inferiori al 40% rispetto al farmaco, mentre il secondo è presente a meno del 10%.
Studi in vitro e in vivo hanno dimostrato che l'enantiomero R viene eliminato più rapidamente rispetto all'enantiomero S attraverso la via della 5-idrossilazione (CYP2D6), determinando un rapporto più elevato di S-propafenone rispetto a R-propafenone in condizioni di equilibrio. Dopo la somministrazione di compresse a rilascio immediato o capsule, il rapporto S/R dell'area sotto la curva di concentrazione plasmatica nel tempo è di circa 1,7. Questo rapporto rimane costante indipendentemente dalla dose somministrata e non mostra variazioni significative tra diversi genotipi o nel tempo.

#### Eliminazione
Circa il 50% dei metaboliti del propafenone viene escreto nelle urine dopo la somministrazione. È stato dimostrato il passaggio del composto nel latte materno.

### Farmacodinamica
Il composto presenta una lieve attività betabloccante. L'effetto elettrofisiologico del propafenone si manifesta con una riduzione della velocità di salita (Fase 0) del potenziale d'azione monophasico. Nelle fibre di Purkinje, e in misura minore nelle fibre miocardiche, il propafenone riduce la corrente rapida in entrata trasportata dagli ioni sodio. La soglia di eccitabilità diastolica aumenta e il periodo refrattario efficace si prolunga. Inoltre, il propafenone riduce l'automaticità spontanea e deprime l'attività innescata.
Nei trial clinici con la formulazione a rilascio immediato, è stata osservata una riduzione della frequenza cardiaca a riposo di circa l'8% nella fascia più alta della concentrazione plasmatica terapeutica. A concentrazioni molto elevate in vitro, il propafenone può inibire la corrente lenta in entrata trasportata dal calcio, ma questo effetto antagonista del calcio probabilmente non contribuisce all'efficacia antiaritmica. Inoltre, il propafenone inibisce una varietà di correnti di potassio cardiache in vitro, tra cui la corrente transitoria in uscita, il rettificatore ritardato e il rettificatore in entrata.
Il propafenone ha un'attività anestetica locale paragonabile a quella della procaina. Rispetto al propafenone, il suo principale metabolita, il 5-idrossipropafenone, presenta un'attività simile sui canali del sodio e del calcio, ma ha un'attività di blocco beta circa 10 volte inferiore. L'N-depropilpropafenone, invece, ha un'attività più debole sui canali del sodio ma un'affinità equivalente per i recettori beta.

### Effetti del composto e usi clinici
È un farmaco antiaritmico di classe 1C con effetti anestetici locali ed è utilizzato sotto forma di sale cloridrato nella gestione delle aritmie sopraventricolari e ventricolari. Inoltre viene utilizzato per prolungare il tempo di recidiva del flutter atriale associata a sintomi invalidanti nei pazienti senza cardiopatia strutturale.

#### Elettrofisiologia
Gli studi di elettrofisiologia nei pazienti con tachicardia ventricolare hanno dimostrato che il propafenone prolunga la conduzione atrioventricolare, pur avendo poco o nessun effetto sulla funzione del nodo senoatriale. Sia il tempo di conduzione del nodo AV (intervallo AH) sia il tempo di conduzione His-Purkinje (intervallo HV) risultano prolungati. Il propafenone ha un effetto minimo o nullo sul periodo refrattario funzionale atriale, mentre i periodi refrattari funzionali ed efficaci del nodo AV sono prolungati. Nei pazienti con sindrome di Wolff-Parkinson-White, le compresse a rilascio immediato riducono la conduzione e aumentano il periodo refrattario efficace della via accessoria in entrambe le direzioni.

#### Emodinamica
Gli studi condotti sugli esseri umani hanno dimostrato che il propafenone esercita un effetto inotropo negativo sul miocardio. Gli studi di cateterismo cardiaco su pazienti con funzione ventricolare moderatamente compromessa (C.I. medio = 2,61 L/min/m²), utilizzando infusioni endovenose di propafenone (dose di carico di 2 mg/kg in 10 minuti, seguita da 2 mg/min per 30 minuti) che hanno generato concentrazioni plasmatiche medie di 3,0 µg/mL, hanno mostrato aumenti significativi della pressione di incuneamento capillare polmonare, delle resistenze vascolari sistemiche e polmonari, nonché una riduzione della gittata cardiaca e dell'indice cardiaco.

### Controindicazioni ed effetti collaterali
Il farmaco è generalmente ben tollerato. È controindicato in presenza di insufficienza cardiaca congestizia, shock cardiogeno, disturbi della generazione o conduzione dell'impulso sinoatriale, atrioventricolare e intraventricolare (es. sindrome del nodo del seno malato, blocco atrioventricolare) in assenza di un pacemaker artificiale, bradicardia, ipotensione marcata, disturbi bronchospastici, squilibrio elettrolitico o ipersensibilità al farmaco.
Il propafenone è altamente metabolizzato dal fegato e, pertanto, deve essere somministrato con cautela ai pazienti con funzione epatica compromessa. Una grave disfunzione epatica aumenta la biodisponibilità del propafenone fino a circa il 70%, rispetto al 3-40% nei pazienti con funzione epatica normale.
Poiché non esistono studi adeguati e ben controllati sulle donne in gravidanza, l'uso di propafenone dovrebbe essere limitato ai casi in cui i benefici superano i potenziali rischi per il feto.
| Disturbi del sangue e del sistema linfatico                      | anemia, linfoadenopatia, disturbo della milza, trombocitopenia |
| Disturbi cardiaci                                                | angina instabile, aritmia, ipertrofia atriale, blocco atrioventricolare, blocco della branca sinistra e destra, arresto cardiaco, disturbi cardiaci, disturbo della conduzione, coronapatia, extrasistole, infarto miocardico, aritmia nodale, cardiopalmo, pericardite, blocco senoatriale, arresto sinusale, aritmia sinusale, bradicardia sinusale, extrasistoli sopraventricolari, tachicardia sopraventricolare, aritmia ventricolare, extrasistoli ventricolari, ipertrofia ventricolare |
| Disturbi dell'orecchio e del labirinto                           | diminuzione dell'udito, acufene, vertigini |
| Disturbi oculari                                                 | emorragia oculare, infiammazione oculare, blefaroptosi, miosi, disturbo retinico, riduzione dell'acuità visiva |
| Disturbi gastrointestinali                                       | distensione addominale, dolore addominale, gola secca, duodenite, dispepsia, disfagia, eruttazione, gastrite, malattia da reflusso gastroesofageo, sanguinamento gengivale, glossite, glossodinia, dolore gengivale, alitosi, ileo, melena, ulcerazione orale, pancreatite, ulcera peptica, sanguinamento rettale, faringite |
| Disturbi generali                                                | dolore toracico, sensazione di calore, emorragia, malessere, dolore, febbre |
| Disturbi epatobiliari                                            | epatomegalia |
| Disturbi metabolici                                              | anoressia, disidratazione, diabete mellito, gotta, ipercolesterolemia, iperglicemia, iperlipidemia, ipokaliemia |
| Disturbi muscoloscheletrici, del tessuto connettivo e delle ossa | artrite, borsite, malattia del collagene vascolare, costocondrite, disturbo articolare, crampi, spasmi, mialgia, dolore al collo, dolore alla mandibola, sciatalgia, tendinite |
| Disturbi del sistema nervoso                                     | amnesia, atassia, equilibrio compromesso, danno cerebrale, ictus, demenza, alterazioni della deambulazione, ipertonia, ipoestesia, insonnia, paralisi, parestesia, neuropatia periferica, disturbi del linguaggio, sincope, ipoestesia della lingua |
| Disturbi psichiatrici                                            | diminuzione della libido, disturbo emotivo, disturbo mentale, nevrosi, incubi, disturbi del sonno |
| Disturbi renali e urinari                                        | disuria, nicturia, oliguria, piuria, insufficienza renale, presenza di cilindri urinari, frequenza urinaria, incontinenza urinaria, ritenzione urinaria, urine anormali |
| Disturbi del sistema riproduttivo e della mammella               | dolore mammario, impotenza, prostatismo |
| Disturbi respiratori, toracici e mediastinici                    | atelectasia, riduzione dei suoni respiratori, BPCO, tosse, epistassi, emotisi, disturbo polmonare, versamento pleurico, congestione polmonare, rantoli, insufficienza respiratoria, rinite, senso di oppressione alla gola |
| Disturbi della pelle e del tessuto sottocutaneo                  | alopecia, dermatite, pelle secca, eritema, anomalie delle unghie, petecchie, prurito, sudorazione aumentata, orticaria |
| Disturbi vascolari                                               | embolia arteriosa agli arti, trombosi venosa profonda, vampate, ematoma, ipertensione, crisi ipertensiva, ipotensione, pressione sanguigna instabile, pallore, freddezza periferica, malattia vascolare periferica, trombosi |

### Tossicologia
La terapia a lungo termine con propafenone è associata a un basso tasso di elevazione delle aminotransferasi sieriche e raramente può causare un danno epatico colestatico acuto autolimitante. Il propafenone cloridrato ha mostrato effetti embriotossici nei conigli e nei ratti a dosi materne tossiche. Nei conigli, la perdita post-impianto si è verificata anche a dosaggi più bassi, mentre nei ratti non si è osservata embriotossicità a dosi tollerate.
| Organismo | Somministrazione | Dose         |
| --------- | ---------------- | ------------ |
| Cane      | iv               | 10 mg/kg     |
| Ratto     | iv               | 18.800 ug/kg |
| Ratto     | orale            | 700 mg/kg    |

### Interazioni
I farmaci che inibiscono CYP2D6, CYP1A2 e CYP3A4 possono portare a un aumento dei livelli plasmatici di propafenone. Piccole dosi di chinidina inibiscono completamente la via metabolica dell'idrossilazione, rendendo di fatto tutti i pazienti metabolizzatori lenti. L'uso concomitante di anestetici locali può aumentare il rischio di effetti collaterali a carico del sistema nervoso centrale.
Le compresse a rilascio immediato hanno dimostrato di provocare aumenti dose-dipendenti dei livelli sierici di digossina, variando da circa il 35% a 450 mg/giorno fino all'85%, senza influenzare la clearance renale della digossina. Sebbene l'intervallo terapeutico dei betabloccanti sia ampio, potrebbe essere necessario ridurne il dosaggio durante la somministrazione concomitante con propafenone.
Il tempo di protrombina deve essere monitorato regolarmente quando il composto viene somministrato con warfarin. La somministrazione concomitante di propafenone e desipramina può determinare un aumento dei livelli sierici di quest'ultima. La terapia con propafenone può aumentare i livelli di ciclosporina e la concentrazione di teofillina durante la terapia concomitante, portando allo sviluppo di tossicità da teofillina. La rifampicina può accelerare il metabolismo, ridurre i livelli plasmatici e l'efficacia antiaritmica del propafenone.